# 🇸🇸
🇸🇸 is een Unicode vlagsequentie emoji die gebruikt wordt als regionale indicator voor Zuid-Soedan. De meest gebruikelijke weergave is die van de vlag van Zuid-Soedan, maar op sommige platforms (waaronder Microsoft Windows) ziet men de letters SS.
De vlagsequentie is opgebouwd uit de combinatie van de Regional Indicator Symbols 🇸 (U+1F1F8) en 🇸 (U+1F1F8), tezamen de ISO 3166-1 alpha-2 code SS voor Zuid-Soedan vormend.
Deze emoji is in 2010 geïntroduceerd met de Unicode 6.0-standaard.

## Gebruik

De landsvlag van Zuid-Soedan

Deze emoji wordt gebruikt als regionale aanduiding van Zuid-Soedan.

## Codering

De Twemoji-implementatie

### Unicode
In Unicode vindt men de 🇸🇸 met de codesequentie U+1F1F8 U+1F1F8 (hex).

### Shortcode
Er zijn shortcodes  voor 🇸🇸; in Github kan deze opgeroepen worden met :south sudan:,  in Slack kan het karakter worden opgeroepen met de code :flag-ss:.